# Vanuatska kokošina
Vanuatska kokošina (lat. Megapodius layardi) je vrsta ptice iz roda Megapodius, porodice kokošina. Živi isključivo u Vanuatuu, gdje je zabilježena na većini otoka sjeverno od Efate. Prirodna staništa su joj suptropske i tropske vlažne nizinske šume. Ugrožena je zbog gubitka staništa.

## Vanjske poveznice
- BirdLife  Arhivirana inačica izvorne stranice od 2. siječnja 2009. (Wayback Machine)